# Дългокраки гризачи
Дългокраки гризачи (Pedetidae) представлява малко семейство наземни африкански гризачи. Обединява 2 вида в един съвременен род.

## Морфология
Името на семейството произлиза от факта, че представителите му имат дълги задни крака, които са значително по-дълги от предните. На външен вид наподобяват на кенгуру, като дългата космата опашка допълнително напомня за приликата с австралийските торбести. Съвременните представители достигат тегло до 4 kg, главата е къса, а очите са големи. За разлика от останалите групи гризачи предните крайници са снабдени с пет пръста (4 при другите), а задните са 4 (5 при другите). Вторият пръст на задните крайници е много голям, а нокътя му наподобява на копито. Козината е дълга и мека. Горните части обикновено са пясъчно кафяви до червеникаво-кафяви, а коремът е белезникав.
Зъбната формула е {\displaystyle {\tfrac {3.0.3.1}{3.0.3.1}}}.

## Разпространение и местообитания
Двата съвременни вида обитават саванни райони на Източна и Южна Африка.

## Хранене
Хранят се с растителна храна – основно с плодове и треви, но в менюто им влизат и растения, култивирани от хората, зърнени храни и грудки.

## Поведение
Водят нощен начин на живот. Добри копачи са и живеят в дупки под земята. Обикновено живеят по двойки, но могат да се открият и в неголеми колонии представляващи отделни близко живеещи двойки.

## Еволюция
Дългокраките са се появили в Африка от ранен миоцен. Те са типичен пример за конвергентна еволюция. Подобно на своите братовчеди шипоопашатите, които са овладели планирането в тропическите гори, дългокраките са саванни представители наподобяващи на австралийски кенгурута.

## Класификация
Семейството е представено само от един съвременен род с два вида и три изкопаеми рода. Азиатският фосил Diatomys в по-стари класификации е включван към семейството, но е систематизиран към семейство Diatomyidae.
- Pedetes Illiger, 1811 (от Ранен Плиоцен до днес в Африка)[2]
- Megapedetes Macinnes, 1957 (от Ранен до Среден Миоцен в Африка, Арабския полуостров, Израел и Турция)[2]
- Oldrichpedetes Pickford & Mein, 2011 (от Ранен Миоцен до Ранен Плиоцен в Африка)[3]
- Rusingapedetes Pickford & Mein, 2011 (през Ранен Миоцен в Африка)[3]